# Seevur
Seevur è una suddivisione dell'India, classificata come census town, di 8.645 abitanti, situata nel distretto di Vellore, nello stato federato del Tamil Nadu. In base al numero di abitanti la città rientra nella classe V (da 5.000 a 9.999 persone).

## Geografia fisica
La città è situata a 12° 57' 49 N e 78° 51' 18 E.

## Società

### Evoluzione demografica
Al censimento del 2001 la popolazione di Seevur assommava a 8.645 persone, delle quali 4.316 maschi e 4.329 femmine. I bambini di età inferiore o uguale ai sei anni assommavano a 1.253, dei quali 622 maschi e 631 femmine. Infine, coloro che erano in grado di saper almeno leggere e scrivere erano 4.483, dei quali 2.661 maschi e 1.822 femmine.